# 国鉄トラ25000形貨車
国鉄トラ25000形貨車（こくてつトラ25000がたかしゃ）は、かつて日本国有鉄道（国鉄）に在籍した無蓋貨車である。

## 概要
1957年（昭和32年）度から1958年（昭和33年）度にかけて製造された17/15トン積み二軸無蓋車で、計500両（トラ25000 - トラ25499）が製造された。系譜的には、長さを減じて容積を増し、砕石や石炭等、ばら積み貨物の場合の増積を可能とした「コトラ」の一族であり、防水シートを被せることで有蓋車代用としても使用可能な構造のため、「ワトラ」と標記された。
基本構造は、同時期に並行して製造されたトラ35000形と同様であるが、前述のように有蓋車代用としても使用可能とするため、妻板を背の高い鋼板製として縁部4か所に半円形の切欠きを設け、そこにロープを渡し、弛みなく防水シートを被せて使用できる構造としている。また、あおり戸周囲には水切りを設け、あおり戸と床板の合わせ目は相欠きとして防水構造とした。
車体は、あおり戸と床面が木製で、妻板は山型の鋼板製となっており、妻板の高さは母体となったトラ35000形より435 mm高い1,700 mm、あおり戸の高さは965 mmである。主要諸元は、全長8,100 mm、車体長7,300 mm、全幅2,740 mm、軸距4,300 mm、床面積18.2 m2、容積41.9 m3、自重9.1 tである。走り装置は二段リンク式で、最高運転速度は75 km/hに対応する。
有蓋車代用としても使用できる構造であったが、雨天時は走行中の風圧および毛細管現象によって車内に雨水が侵入することが多かったことから有蓋車代用としてはほとんど使用されず、保守も煩雑であったため、1963年（昭和38年）からは水切りを外して通常の「コトラ」として運用されるようになり、標記も「コトラ」に書き換えられた。とはいえ、背の高い妻板は積荷の積み付けに便利であったため、本形式以降の無蓋車は、背の高い妻板を備えるようになった。本形式は、1985年（昭和60年）度に形式消滅となった。